# Rhamphomyia australis
Rhamphomyia australis är en tvåvingeart som beskrevs av Frey 1922. Rhamphomyia australis ingår i släktet Rhamphomyia och familjen dansflugor. Inga underarter finns listade i Catalogue of Life.